# Diego Cháves
Diego Cháves, vollständiger Name Diego Gonzalo Cháves de Miquelerena, (* 14. Februar 1986 in Montevideo) ist ein ehemaliger uruguayischer Fußballspieler.

## Karriere

### Verein
Der je nach Quellenlage 1,78 Meter oder 1,80 Meter große Offensivakteur Cháves gehörte zu Beginn seiner Karriere von der Zwischensaison 2005 bis in die Clausura 2009 dem Profikader der Montevideo Wanderers an. In der Apertura 2006 werden dort für ihn elf Erstligaspiele (zwei Tore), in der Clausura 2009 zwölf absolvierte Partien (sieben Tore) in der Primera División für ihn geführt. Im Juli 2009 verließ er die Wanderers und schloss sich dem Querétaro FC an. Bei den Mexikanern bestritt er 2009 15 Begegnungen der Primera División und schoss vier Tore. Zum Jahresanfang 2010 trat er ein Engagement bei CD Veracruz an. Neunmal lief er für den ebenfalls in Mexiko beheimateten Klub in der Liga de Ascenso auf und erzielte einen Treffer. Im August 2010 kehrte er nach Uruguay zurück und spielte fortan für Nacional Montevideo. Nach zehn Erstligaeinsätzen (kein Tor) setzte er ab Mitte Februar 2011 seine Karriere in den USA bei Chicago Fire fort. Er bestritt 29 Partien in der MLS, traf sechsmal ins gegnerische Tor und wechselte im Januar 2012 nach Chile zu CD Palestino. Bei 56 Einsätzen in der Primera División wies seine persönliche Trefferbilanz 20 Tore aus. Auch kam er in zwei Partien (kein Tor) der Copa Chile zum Einsatz. Ab Jahresbeginn 2014 spielte er auf Leihbasis für Palestinos Ligakonkurrenten CD O’Higgins. In der Saison 2013/14 lief er in 13 Erstligaspielen (drei Tore) und vier Begegnungen (kein Tor) der Copa Libertadores auf. In der Spielzeit 2014/15 wurde er 14-mal (drei Tore) in der höchsten chilenischen Spielklasse eingesetzt. Zum Jahresbeginn 2015 kehrte er zu Palestino zurück und absolvierte zehn Erstligapartien, in denen er fünf Tore erzielte. Zudem lief er sechsmal (zwei Tore) in der Copa Libertadores 2015 und dreimal (ein Tor) in der Copa Chile auf. Anfang Juli 2015 wechselte er zum argentinischen Verein CA Sarmiento. Dort bestritt er 25 Erstligaspiele und traf viermal ins gegnerische Tor. Ende August 2016 schloss er sich San Martín de San Juan an. Bei den Argentiniern kam er 15-mal (zwei Tore) in der Liga und einmal (kein Tor) im Pokal zum Einsatz. Anfang Juli 2017 verpflichtete ihn der chilenische Klub San Luis de Quillota, bei dem er zu sechs Ligaeinsätzen kam. Im Jahr 2018 kehrte er nach Argentinien zurück, wo er erst für Arsenal de Sarandí spielte, dann per Leihe zu Deportivo Morón wechselte und zum Abschluss seiner Karriere erneut für den CA Sarmiento auflief.

### Nationalmannschaft
Cháves war mindestens im Juni 2007 im Kader der von Roland Marcenaro betreuten U-23-Auswahl Uruguays.